# Лебзак, Ольга Яковлевна
Ольга Яковлевна Лебзак (1914—1983) — советская актриса театра и кино, Народная артистка РСФСР (1957).

## Биография
Ольга Лебзак родилась 23 октября 1914 года в Саратове.
В 1935 году окончила режиссёрский факультет Ленинградского театрального техникума.
C 1936 по 1942 год была актрисой в Ленинградском БДТ, в 1942 г. перешла в труппу Ленинградского театра драмы имени А. С. Пушкина.
Созданные Ольгой Яковлевной образы отличались женственностью, обаянием, чистотой, цельностью.

Могила Ольги Лебзак на Серафимовском кладбище рядом с семейным захоронением Кадочниковых

Похоронена на Серафимовском кладбище (15 уч.) в Санкт-Петербурге.

## Творчество

### Роли в театре

#### Ленинградский академический театр драмы им. А. С. Пушкина
- «Поздняя любовь» А. Н. Островского — Лебёдкина
- «Дама-невидимка» Кальдерона — Анхела
- «Стакан воды» Э. Скриба — Абигайль[3]
- 1942 — «Русские люди» К. Симонова — Шура
- 1943 — «Таланты и поклонники» А. Н. Островского — Негина
- 1944 — «Отелло» У. Шекспира — Дездемона
- 1945 — «Горе от ума» А. С. Грибоедова — Софья
- 1945 — «Памятные встречи» А. Утевского — Надя
- 1946 — «Варвары» М. Горького — Анна Фёдоровна
- 1950 — «Победители ночи» И. Штока — Мария Николаевна Яблочкова
- 1951 — «Живой труп» Л. Н. Толстого — Маша
- 1951 — «Двенадцатая ночь» У. Шекспира — Виола
- 1952 — «Высокая волна» Г. Е. Николаевой и С. А. Радзинского — Авдотья Тихоновна
- 1954 — «Годы странствий» А. Н. Арбузова — Ольга
- 1955 — «Оптимистическая трагедия» Вс. Вишневского. Режиссёр: Георгий Товстоногов — Комиссар[4]
- 1956 — «Второе дыхание» А. А. Крона — Лебедева, Варвара Михайловна, хирург
- 1956 — «На дне» М. Горького — Настя
- 1957 — «Одна ночь» Б. Л. Горбатова — Софья
- 1958 — «Дворянское гнездо» по И. С. Тургеневу — Варвара Николаевна
- 1961 — «Потерянный сын» А. Н. Арбузова — Ирина Александровна
- 1964 — «Мария Тюдор» В. Гюго — Мария Тюдор
- 1965 — «Чти отца своего» В. В. Лаврентьева — Софья Ивановна
- 1968 — «Жизнь Сент-Экзюпери» Л. А. Малюгина — Мария, мать Экзюпери
- 1973 — «Ночью без звёзд» А. П. Штейна — Женщина в чёрном
- 1974 — «Похождения Чичикова, или Мёртвые души» по Н. В. Гоголю — Губернаторша
- 1976 — «Приглашение к жизни» по роману Л. М. Леонова «Русский лес» — Золотинская

### Фильмография
- 1945 — Простые люди — Еремина
- 1947 — Пирогов — Екатерина Ивановна Бакулина, сестра милосердия
- 1952 — Живой труп — Маша, цыганка
- 1956 — Одна ночь — Софья
- 1960 — Рождённые жить — тётя Таня
- 1969 — Берег юности — эпизод
- 1970 — Миссия в Кабуле — мадам Рейлих
- 1972 — Жизнь Сент-Экзюпери — Мария, мать Экзюпери
- 1981 — Приглашение к жизни — Золотинская
- 1981 — Под одним небом — Евгения Фёдоровна
- 1981 — Вот такая музыка — бабка Мария